# Кічень
Кічень, Кічені (рум. Chiceni) — село у повіті Вилча в Румунії. Входить до складу комуни Томшань.
Село розташоване на відстані 177 км на північний захід від Бухареста, 25 км на захід від Римніку-Вилчі, 89 км на північ від Крайови, 136 км на південний захід від Брашова.

## Населення
За даними перепису населення 2002 року у селі проживали 359 осіб, усі — румуни. Усі жителі села рідною мовою назвали румунську.